# John W. Hayes
John W. Hayes (* 21. Mai 1938; † 27. Februar 2024) war ein britischer Klassischer Archäologe.
Hayes studierte an der Universität Cambridge und war von 1968 bis zu seinem Ruhestand 1992 Kurator am Royal Ontario Museum in Toronto. Danach war er als freischaffender Archäologie tätig. Er war ein führender Experte auf dem Gebiet der römischen Keramik, die er für zahlreiche Grabungen des Mittelmeergebiets publizierte. Er hat zahlreiche Bücher und Aufsätze über Keramik und Kleinfunde verfasst.

## Schriften (Auswahl)
- mit John Boardman: Excavations at Tocra 1963–1965. The Archaic Deposits I (London 1966). The Archaic Deposits II and Later Deposits (London 1973)
- Late Roman Pottery (London 1972)
- Roman and Pre-Roman Glass in the Royal Ontario Museum: a Catalogue (Toronto 1975)
- Roman Pottery in the Royal Ontario Museum. A Catalogue (Toronto 1976)
- A Supplement to Late Roman Pottery (London 1980)
- Ancient lamps in the Royal Ontario Museum. Band 1: Greek and Roman clay lamps. A catalogue (Toronto 1980)
- Corpus Vasorum Antiquorum Canada: Royal Ontario Museum. Attic black figure and related wares (Oxford 1981)
- Greek and Italian black-gloss wares and related wares in the Royal Ontario Museum. A Catalogue (Toronto 1984)
- Etruscan and Italic Pottery in the Royal Ontario Museum. A Catalogue (Toronto 1985)
- Paphos. Band 3: The Hellenistic and Roman Pottery (Nicosia 1991)
- Greek and Greek-style painted and plain pottery in the Royal Ontario Museum. Excluding black-figure and red-figure vases (Toronto 1992)
- Excavations at Saraçhane in Istanbul. Band 2: The pottery (Princeton 1992). ISBN 0-691-03583-0
- Handbook of Mediterranean Roman Pottery (London 1997)
- The Athenian Agora. Band 32:  Roman Pottery. The Fine-Ware Imports (Princeton 2008). ISBN 978-0-87661-232-3
- mit Kathleen W. Slane: Isthmia. Band 11: Late Classical, Hellenistic, and Roman Pottery (Princeton 2022). ISBN 978-0-87661-916-2